# Holy Grail
Holy Grail is een nummer uit 2013 van de Amerikaanse rapper Jay-Z en de Amerikaanse zanger Justin Timberlake. Het is de eerste single van Jay-Z's twaalfde studioalbum Magna Carta Holy Grail.
Het nummer bevat elementen uit "Smells Like Teen Spirit" van Nirvana. "Holy Grail" werd in verscheidene landen een hit. In de Amerikaanse Billboard Hot 100 haalde het de 4e positie. In Nederland flopte het nummer echter met een 83e positie in de Single Top 100. In de Vlaamse Ultratop 50 was het nummer met een 26e positie wel redelijk succesvol.